# Brani musicali degli Enter Shikari
La lista dei brani musicali degli Enter Shikari, gruppo musicale britannico formatosi a St Albans, nell'Hertfordshire, nel 2003 e composto da Rou Reynolds, Rory Clewlow, Chris Batten e Rob Rolfe, comprende tutti i brani tratti dai cinque album in studio, dalle due raccolte e dai vari EP e singoli pubblicati dal gruppo dalla sua formazione e delle cover da loro realizzate in studio. Tutti i testi sono ad opera del cantante Rou Reynolds e le musiche sono composte da tutti e quattro i membri, eccetto dove indicato. Dalla lista sono escluse le versioni remix e versioni acustiche, mentre nelle note sono menzionate eventuali altre incisioni.
| Legenda colori  |
| --------------- |
| Album in studio |
| Raccolta        |
| EP              |
| Singolo         |
| Compilation     |

| Titolo                                                     | Durata | Anno | Incisione                                                             | Note |
| ---------------------------------------------------------- | ------ | ---- | --------------------------------------------------------------------- | --- |
| Nodding Acquaintance                                       | 4:06   | 2003 | Nodding Acquaintance                                                  | / |
| Score 22                                                   | 4:50   | 2003 | Nodding Acquaintance                                                  | / |
| Frozen Landscape                                           | 5:11   | 2003 | Nodding Acquaintance                                                  | / |
| Sorry You're Not a Winner                                  | 4:19   | 2003 | Sorry You're Not a Winner                                             | Poi riregistrata e inserita nell'album Take to the Skies |
| When a Jealous Man Finds a Gun                             | 4:42   | 2003 | Sorry You're Not a Winner                                             | / |
| The Bearer of Bad News                                     | 3:28   | 2003 | Sorry You're Not a Winner                                             | / |
| Empty                                                      | 4:25   | 2003 | Sorry You're Not a Winner                                             | / |
| Jonny Sniper                                               | 3:33   | 2004 | Anything Can Happen in the Next Half Hour...                          | Poi riregistrata e inserita nell'album Take to the Skies |
| Anything Can Happen in the Next Half Hour...               | 4:31   | 2004 | Anything Can Happen in the Next Half Hour...                          | Poi riregistrata e inserita nell'album Take to the Skies |
| Mothership                                                 | 4:30   | 2006 | Mothership                                                            | Poi riregistrata e inserita nell'album Take to the Skies; inserita anche nella raccolta The Zone                                                                                                   |
| OK Time for Plan B                                         | 5:05   | 2006 | Take to the Skies                                                     | / |
| The Feast                                                  | 2:51   | 2006 | Sorry You're Not a Winner/OK Time for Plan B                          | Registrata solo in una versione demo; inserita anche nella raccolta The Zone |
| Kickin' Back on the Surface of Your Cheek                  | 3:50   | 2007 | Anything Can Happen in the Next Half Hour...                          | Inserita anche nella versione iTunes statunitense dell'album Take to the Skies e nella raccolta The Zone                                                                                           |
| Keep It on Ice                                             | 2:51   | 2007 | Anything Can Happen in the Next Half Hour... (versione CD e digitale) | Inserita anche nella raccolta The Zone |
| Stand Your Ground; This Is Ancient Land                    | 1:07   | 2007 | Take to the Skies                                                     | Non esistente nella versione digitale di Take to the Skies |
| Enter Shikari                                              | 2:52   | 2007 | Take to the Skies                                                     | Una sua versione demo è stata inserita nella raccolta The Zone |
| Interlude 1                                                | 1:01   | 2007 | Take to the Skies                                                     | Non esistente nella versione digitale di Take to the Skies |
| Labyrinth                                                  | 3:51   | 2007 | Take to the Skies                                                     | / |
| No Sssweat                                                 | 3:16   | 2007 | Take to the Skies                                                     | / |
| Today Won't Go Down in History                             | 3:34   | 2007 | Take to the Skies                                                     | / |
| Interlude 2                                                | 1:28   | 2007 | Take to the Skies                                                     | Reintitolata Reprise 1 nella versione digitale di Take to the Skies |
| Return to Energiser                                        | 4:35   | 2007 | Take to the Skies                                                     | / |
| Interlude 3                                                | 0:18   | 2007 | Take to the Skies                                                     | Non esistente nella versione digitale di Take to the Skies |
| Interlude 4                                                | 0:35   | 2007 | Take to the Skies                                                     | Non esistente nella versione digitale di Take to the Skies |
| Adieu                                                      | 5:40   | 2007 | Take to the Skies                                                     | / |
| Interlude 5                                                | 2:44   | 2007 | Take to the Skies                                                     | Reintitolata Reprise 2 nella versione digitale di Take to the Skies |
| Acid Nation                                                | 3:12   | 2007 | Jonny Sniper                                                          | Inserita anche nella raccolta The Zone |
| We Can Breathe in Space, They Just Don't Want Us to Escape | 5:55   | 2008 | We Can Breathe in Space, They Just Don't Want Us to Escape            | Inserita anche nell'edizione giapponese dell'album Common Dreads e nella raccolta Tribalism |
| All Eyes on the Saint                                      | 5:52   | 2009 | Juggernauts                                                           | Inserita anche nell'edizione giapponese dell'album Common Dreads e nella raccolta Tribalism |
| Common Dreads                                              | 2:08   | 2009 | Common Dreads                                                         | / |
| Solidarity                                                 | 3:16   | 2009 | Common Dreads                                                         | / |
| Step Up                                                    | 4:40   | 2009 | Common Dreads                                                         | / |
| Juggernauts                                                | 4:44   | 2009 | Common Dreads                                                         | / |
| Wall                                                       | 4:29   | 2009 | Common Dreads                                                         | / |
| Zzzonked                                                   | 3:27   | 2009 | Common Dreads                                                         | / |
| Havoc A                                                    | 1:40   | 2009 | Common Dreads                                                         | / |
| No Sleep Tonight                                           | 4:16   | 2009 | Common Dreads                                                         | / |
| Gap in the Fence                                           | 4:07   | 2009 | Common Dreads                                                         | / |
| Havoc B                                                    | 2:52   | 2009 | Common Dreads                                                         | / |
| Antwerpen                                                  | 3:15   | 2009 | Common Dreads                                                         | / |
| The Jester                                                 | 3:55   | 2009 | Common Dreads                                                         | / |
| Halcyon                                                    | 0:42   | 2009 | Common Dreads                                                         | / |
| Hectic                                                     | 3:17   | 2009 | Common Dreads                                                         | / |
| Fanfare for the Conscious Man                              | 3:45   | 2009 | Common Dreads                                                         | / |
| Thumper                                                    | 5:05   | 2010 | Tribalism                                                             | / |
| Tribalism                                                  | 3:44   | 2010 | Tribalism                                                             | / |
| Destabilise                                                | 4:32   | 2010 | Destabilise                                                           | Inserita anche nelle edizioni deluxe britannica e irlandese e redux dell'album A Flash Flood of Colour                                                                                             |
| Quelle Surprise                                            | 4:35   | 2011 | Quelle Surprise                                                       | Inserita anche nelle edizioni deluxe britannica e irlandese e redux dell'album A Flash Flood of Colour                                                                                             |
| Sssnakepit                                                 | 3:26   | 2011 | A Flash Flood of Colour                                               | / |
| System...                                                  | 1:57   | 2012 | A Flash Flood of Colour                                               | / |
| ...Meltdown                                                | 3:24   | 2012 | A Flash Flood of Colour                                               | / |
| Search Party                                               | 4:06   | 2012 | A Flash Flood of Colour                                               | / |
| Arguing with Thermometers                                  | 3:22   | 2012 | A Flash Flood of Colour                                               | / |
| Stalemate                                                  | 4:18   | 2012 | A Flash Flood of Colour                                               | / |
| Gandhi Mate, Gandhi                                        | 4:26   | 2012 | A Flash Flood of Colour                                               | / |
| Warm Smiles Do Not Make You Welcome Here                   | 4:36   | 2012 | A Flash Flood of Colour                                               | / |
| Pack of Thieves                                            | 3:58   | 2012 | A Flash Flood of Colour                                               | / |
| Hello Tyrannosaurus, Meet Tyrannicide                      | 3:44   | 2012 | A Flash Flood of Colour                                               | / |
| Constellations                                             | 4:59   | 2012 | A Flash Flood of Colour                                               | / |
| The Paddington Frisk                                       | 1:16   | 2013 | The Paddington Frisk                                                  | Inserita anche nell'EP Rat Race, nell'edizione giapponese dell'album The Mindsweep e nell'EP Live Slow. Die Old.                                                                                   |
| Radiate                                                    | 4:32   | 2013 | Radiate                                                               | Inserita anche nell'EP Rat Race, nell'edizione giapponese dell'album The Mindsweep e nell'EP Live Slow. Die Old.                                                                                   |
| Rat Race                                                   | 3:17   | 2013 | Rat Race                                                              | Inserita anche nell'EP Rat Race, nell'edizione giapponese dell'album The Mindsweep e nell'EP Live Slow. Die Old.                                                                                   |
| The Last Garrison                                          | 3:42   | 2014 | The Mindsweep                                                         | / |
| The Appeal & the Mindsweep I                               | 4:50   | 2015 | The Mindsweep                                                         | / |
| The One True Colour                                        | 3:53   | 2015 | The Mindsweep                                                         | / |
| Anaesthetist                                               | 2:55   | 2015 | The Mindsweep                                                         | / |
| Never Let Go of the Microscope                             | 4:02   | 2015 | The Mindsweep                                                         | / |
| Myopia                                                     | 4:10   | 2015 | The Mindsweep                                                         | / |
| Torn Apart                                                 | 3:54   | 2015 | The Mindsweep                                                         | / |
| Interlude                                                  | 0:56   | 2015 | The Mindsweep                                                         | / |
| The Bank of England                                        | 3:23   | 2015 | The Mindsweep                                                         | / |
| There's a Price on Your Head                               | 2:49   | 2015 | The Mindsweep                                                         | / |
| Dear Future Historians...                                  | 6:28   | 2015 | The Mindsweep                                                         | / |
| The Appeal & the Mindsweep II                              | 3:40   | 2015 | The Mindsweep                                                         | / |
| Slipshod                                                   | 2:12   | 2015 | The Mindsweep (versione iTunes ed edizione giapponese)                | / |
| Chop Suey!                                                 | 3:58   | 2015 | Rock Sound Worship and Tributes                                       | Originariamente dei System of a Down (testo di Serj Tankian e Daron Malakian, musica di Daron Malakian); inserita anche nell'EP Covers                                                             |
| Know Your Enemy                                            | 4:36   | 2015 | Kerrang! Ultimate Rock Heroes                                         | Originariamente dei Rage Against the Machine (testo di Zack de la Rocha, musica dei Rage Against the Machine); inserita anche nell'EP Covers                                                       |
| Redshift                                                   | 3:57   | 2016 | Redshift                                                              | Inserita anche nell'EP Live Slow. Die Old. |
| Hoodwinker                                                 | 3:47   | 2016 | Hoodwinker                                                            | Inserita anche nell'EP Live Slow. Die Old. |
| Supercharge (feat. Big Narstie)                            | 3:32   | 2017 | Supercharge                                                           | Testo di Rou Reynolds e Big Narstie, musica degli Enter Shikari; inserita anche nell'EP Live Slow. Die Old.                                                                                        |
| Live Outside                                               | 3:40   | 2017 | The Spark                                                             | / |
| Rabble Rouser                                              | 4:25   | 2017 | The Spark                                                             | |
| Undercover Agents                                          | 4:30   | 2017 | The Spark                                                             | |
| The Spark                                                  | 0:49   | 2017 | The Spark                                                             | |
| The Sights                                                 | 3:20   | 2017 | The Spark                                                             | |
| Take My Country Back                                       | 3:43   | 2017 | The Spark                                                             | |
| Airfield                                                   | 4:52   | 2017 | The Spark                                                             | |
| Shinrin-yoku                                               | 4:15   | 2017 | The Spark                                                             | |
| The Revolt of the Atoms                                    | 4:44   | 2017 | The Spark                                                             | |
| An Ode to Lost Jigsaw Pieces (In Two Movements)            | 5:57   | 2017 | The Spark                                                             | |
| The Embers                                                 | 0:48   | 2017 | The Spark                                                             | |
| Stop the Clocks                                            | 3:54   | 2019 | Stop the Clocks                                                       | |
| The Dreamer's Hotel                                        | 2:53   | 2020 | Nothing Is True & Everything Is Possible                              | / |
| The King                                                   | 2:48   | 2020 | Nothing Is True & Everything Is Possible                              | / |
| T.I.N.A.                                                   | 3:05   | 2020 | Nothing Is True & Everything Is Possible                              | / |
| The Great Unknown                                          | 3:25   | 2020 | Nothing Is True & Everything Is Possible                              | / |
| Crossing the Rubicon                                       | 3:17   | 2020 | Nothing Is True & Everything Is Possible                              | / |
| Waltzing Off the Face of the Earth (I. Crescendo)          | 3:26   | 2020 | Nothing Is True & Everything Is Possible                              | / |
| Modern Living...                                           | 2:52   | 2020 | Nothing Is True & Everything Is Possible                              | / |
| Apocaholics Anonymous (Main Theme in B Minor)              | 1:36   | 2020 | Nothing Is True & Everything Is Possible                              | / |
| The Pressure's On.                                         | 2:58   | 2020 | Nothing Is True & Everything Is Possible                              | / |
| Reprise 3                                                  | 0:46   | 2020 | Nothing Is True & Everything Is Possible                              | / |
| Elegy for Extinction                                       | 3:49   | 2020 | Nothing Is True & Everything Is Possible                              | / |
| Marionettes (I. The Discovery of Strings)                  | 2:53   | 2020 | Nothing Is True & Everything Is Possible                              | / |
| Marionettes (II. The Ascent)                               | 3:19   | 2020 | Nothing Is True & Everything Is Possible                              | / |
| Satellites                                                 | 3:46   | 2020 | Nothing Is True & Everything Is Possible                              | / |
| Waltzing Off the Face of the Earth (II. Piangevole)        | 2:50   | 2020 | Nothing Is True & Everything Is Possible                              | / |
| "Heroes"                                                   | 4:26   | 2021 | Moratorium (Broadcasts from the Interruption)                         | Originariamente di David Bowie (testo e musica di David Bowie e Brian Eno) |
| The Void Stares Back (feat. Wargasm)                       | 3:51   | 2022 | The Void Stares Back                                                  | Testo di Rou Reynolds e Wargasm, musica degli Enter Shikari e Wargasm; inserita anche nell'edizione limitata dell'album A Kiss for the Whole World e nella raccolta Dancing on the Frontline       |
| Bull (feat. Cody Frost)                                    | 3:11   | 2022 | Bull                                                                  | Testo di Rou Reynolds e Cody Frost, musica degli Enter Shikari e Cody Frost; inserita anche nell'edizione limitata dell'album A Kiss for the Whole World e nella raccolta Dancing on the Frontline |
| (Pls) Set Me on Fire                                       | 3:04   | 2023 | A Kiss for the Whole World                                            | / |
| A Kiss for the Whole World x                               | 3:31   | 2023 | A Kiss for the Whole World                                            | / |
| It Hurts                                                   | 3:18   | 2023 | A Kiss for the Whole World                                            | / |
| Leap into the Lightning                                    | 3:04   | 2023 | A Kiss for the Whole World                                            | / |
| Feed Your Soul                                             | 1:18   | 2023 | A Kiss for the Whole World                                            | / |
| Dead Wood                                                  | 3:50   | 2023 | A Kiss for the Whole World                                            | / |
| Jailbreak                                                  | 3:54   | 2023 | A Kiss for the Whole World                                            | / |
| Bloodshot                                                  | 3:24   | 2023 | A Kiss for the Whole World                                            | / |
| Bloodshot (Coda)                                           | 1:17   | 2023 | A Kiss for the Whole World                                            | / |
| Goldfish                                                   | 3:20   | 2023 | A Kiss for the Whole World                                            | / |
| Giant Pacific Octopus (I Don't Know You Anymore)           | 2:37   | 2023 | A Kiss for the Whole World                                            | / |
| Giant Pacific Octopus Swirling Off into Infinity...        | 1:15   | 2023 | A Kiss for the Whole World                                            | / |
| Strangers (con Aviva)                                      | 3:43   | 2023 | Strangers                                                             | Testo e musica di Aviva, Enter Shikari, MataisC e Jean-Paul Fung; inserita anche nella raccolta Dancing on the Frontline                                                                           |
| Losing My Grip                                             | 2:48   | 2024 | Losing My Grip                                                        | Testo e musica degli Enter Shikari e Jason Aalon Butler; inserita anche nella raccolta Dancing on the Frontline                                                                                    |